# ریزجلبک‌ها

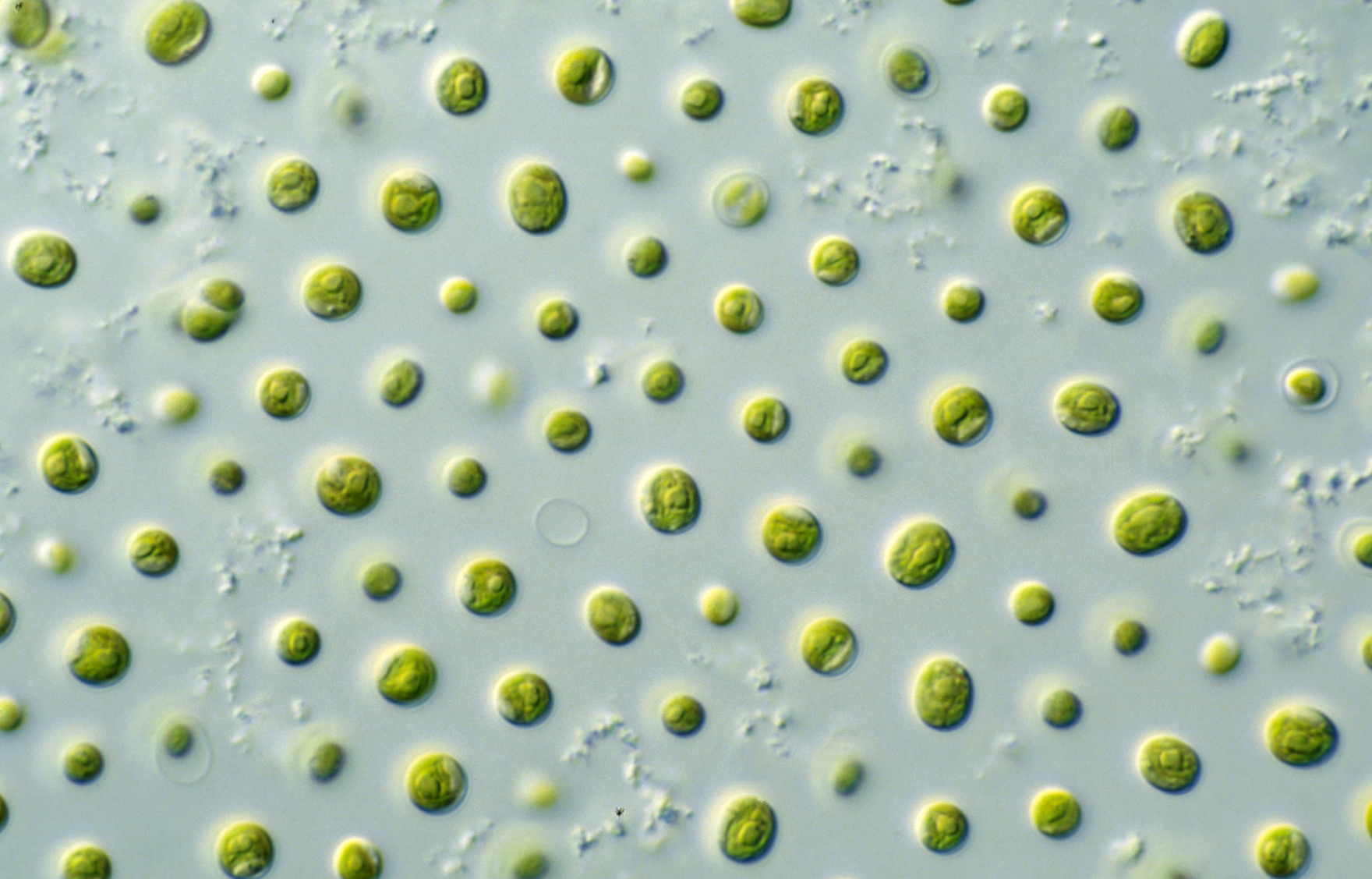
upright = 1.5

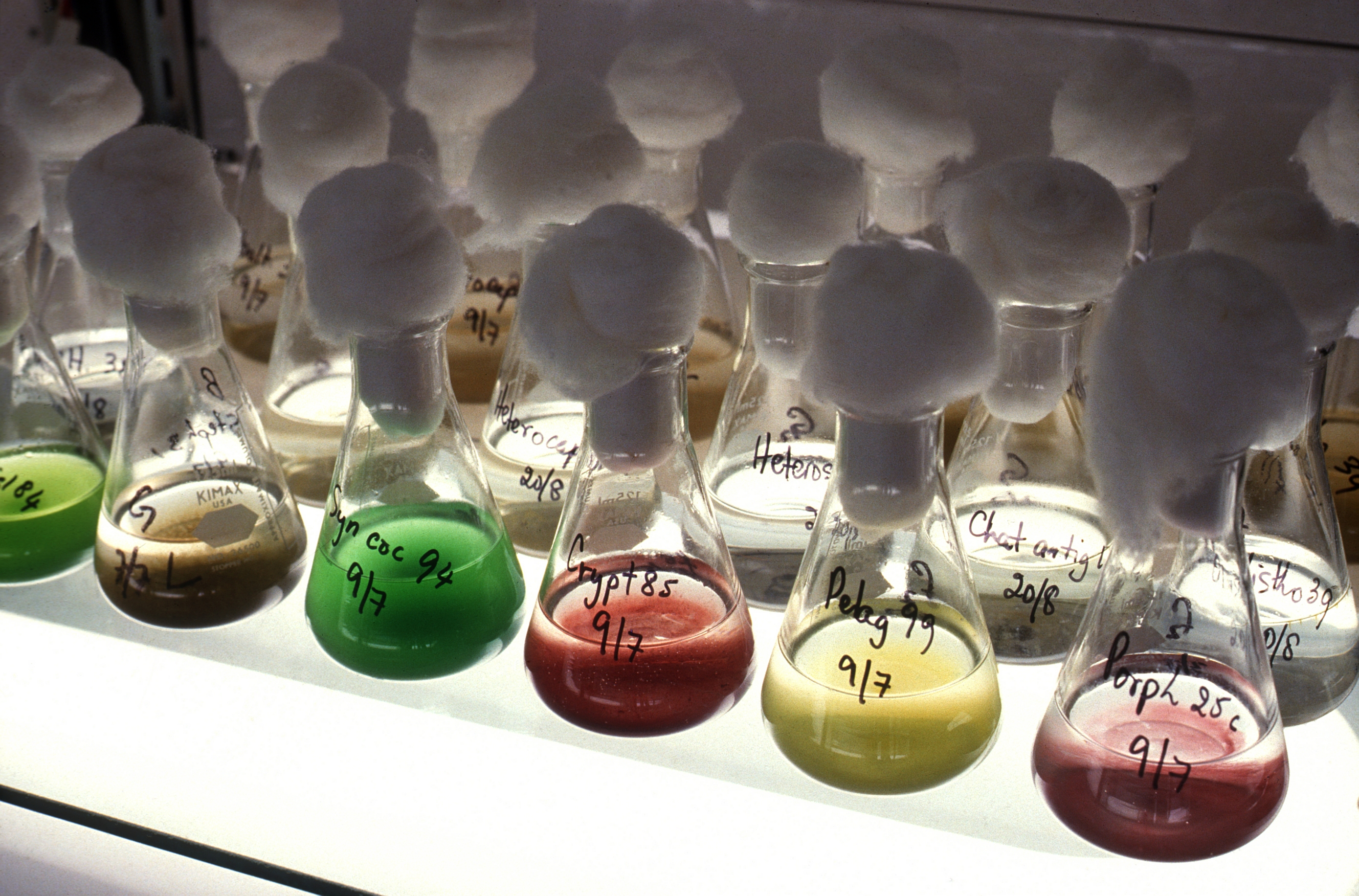
چند نمونه از بافت ریز جلبک

ریز جلبک‌ها، جلبک‌های میکروسکوپی هستند که هم در آب شیرین و هم آب دریا یافت می‌شوند. ریز جلبک‌ها گونه‌های تک سلولی هستند که به صورت تکی، زنجیره ای یا گروهی زندگی می‌کنند. با توجه به گونه، اندازه ریز جلبک‌ها از چند میکرومتر تا چند صد میکرومتر متغیر است. بر خلاف گیاهان، ریز جلبک‌ها ریشه، ساقه و برگ ندارند. ریز جلبک‌ها توانایی فتوسنتز دارند و نقش مهمی را در چرخه حیات کره زمین ایفا می‌کنند، و به‌طور میانگین نصف اکسیژن موجود در اتمسفر را تولید می‌کنند. تنوع زیستی ریزجلبک‌ها بسیار زیاد است. تعداد گونه‌های ریزجلبک‌ها حدود ۲۰۰۰۰۰ تا ۸۰۰۰۰۰ گونه تخمین زده شده‌است و تاکنون ۵۰۰۰۰ گونه از آن‌ها به‌طور کامل شناسایی شده‌اند. بسیاری از این ریزجلبک‌ها موادی با خواص منحصر به فرد مانند کارتنوئیدها، آنتی‌اکسیدان‌ها، اسیدهای چرب، آنزیم‌ها، پلیمرها، پپتیدها، توکسین‌ها و استرول‌ها تولید می‌کنند.

## کاربرد ریز جلبک‌ها
امکان تولید فراورده‌های فراسودمند نظیر غذا، دارو، لوازم آرایشی و بهداشتی، خوراک دام و طیور و آبزیان از ریزجلبک‌ها وجود دارد. برای پرورش آنها نیازی به آب شیرین و خاک حاصلخیز نیست. ریزجلبک‌ها می‌توانند جایگزین مناسبی برای بسیاری محصولات دیگر و منبع مناسبی برای تأمین محصولات جایگزین باشند.